# A Bit of Jade
A Bit of Jade er en amerikansk stumfilm fra 1918 af Edward Sloman.

## Medvirkende
- Mary Miles Minter som Phyllis King
- Allan Forrest som Grayson Blair
- David Howard som Cuthbert King
- Vera Lewis som Mrs. Abigail King
- Al Ferguson som Rhi